# Barbeque King
| Recensione              | Giudizio |
| ----------------------- | -------- |
| AllMusic                | [ 1 ]    |
| Dizionario del Pop-Rock | [ 2 ]    |
| 24.000 dischi           | [ 3 ]    |

Barbeque King è un album discografico a nome di Jorma Kaukonen e Vital Parts, pubblicato dalla casa discografica RCA Victor Records nel 1980.

## Tracce
Lato A
1. Runnin' with the Fast Crowd – 2:52 (Wilcey, Denny DeGorio)
2. Man for All Seasons – 3:34 (Jorma Kaukonen, Denny DeGorio)
3. Starting Over Again – 3:16 (Jorma Kaukonen, Denny DeGorio, David Kahne, John Stench)
4. Milkcow Blues Boogie – 3:02 (Kokomo Arnold)
5. Roads and Roads & – 4:23 (Jorma Kaukonen)

Lato B
1. Love Is Strange – 3:32 (Ethel Smith, Mickey Baker)
2. To Hate Is to Stay Young – 3:02 (Jorma Kaukonen)
3. Rockabilly Shuffle – 2:42 (Jorma Kaukonen)
4. Snout Psalm – 3:12 (Jorma Kaukonen, Denny DeGorio)
5. Barbeque King – 3:57 (Jorma Kaukonen, John Stench)

## Musicisti
- Jorma Kaukonen - chitarre, voce
- Denny DeGorio - basso
- John Stench - batteria
- Hilary Stench - basso (brano: Starting Over Again)
- Mike Butera - sassofono (brano: Love Is Strange)
- Larry Whitman - accompagnamento vocale, cori (brani: Runnin' with the Fast Crowd e Starting Over Again)
- Steve Huff - accompagnamento vocale, cori (brani: Runnin' with the Fast Crowd e Starting Over Again)

Note aggiuntive
- David Kahne - produttore
- Registrazioni effettuate al The Automatt di San Francisco, California
- David Kahne - ingegnere delle registrazioni
- Wayne Lewis e La'ertes Lee Muldrow - secondi ingegneri delle registrazioni
- Masterizzato al Kendun Recorders di Burbank, California
- John Golden - ingegnere della masterizzazione
- Bill Thompson - management
- M - copertina album[4]